# لوك ديون
لوك ديون هو كاتب سيناريو ومخرج كندي، ولد في 29 يوليو 1960.

## وصلات خارجية
- لوك ديون على موقع IMDb (الإنجليزية)
- لوك ديون على موقع ألو سيني (الفرنسية)
- لوك ديون على موقع أول موفي (الإنجليزية)
- لوك ديون على موقع قاعدة بيانات الفيلم (الإنجليزية)
- لوك ديون على موقع كينوبويسك (الروسية)